# Drosophila sahyadrii
Drosophila sahyadrii är en tvåvingeart som beskrevs av Prakash och C. Adinarayana Reddy 1979. Drosophila sahyadrii ingår i släktet Drosophila och familjen daggflugor.
Artens utbredningsområde är Indien.